# Emblèmes du Land de Hesse
 (novembre 2023).
Si vous disposez d'ouvrages ou d'articles de référence ou si vous connaissez des sites web de qualité traitant du thème abordé ici, merci de compléter l'article en donnant les références utiles à sa vérifiabilité et en les liant à la section « Notes et références ».

Drapeau écussonné du Land de Hesse.

Le Land de Hesse utilise également un drapeau bicolore, sans adjonction des armes du Land :

Drapeau sans écusson du Land de Hesse.

## Armes

Armes du Land de Hesse.

Armes du Land de Hesse, vaguement inspirées des armes du Grand-duché de Hesse (représentées sur ce site externe, en fin de page), dans lesquelles « le lion tient dans sa patte avant dextre une épée d'or », absente des armes de l'État républicain.